# Gonzeville
Gonzeville település Franciaországban, Seine-Maritime megyében. Lakosainak száma 121 fő (2022. január 1.). Gonzeville Bourville, Anglesqueville-la-Bras-Long, Bénesville, Canville-les-Deux-Églises, Doudeville, Fultot és Héberville községekkel határos.

## Népesség
A település népességének változása:
| Lakosok száma | 102  | 105  | 111  | 115  | 120  | 123  | 126  | 130  | 121  |
|               | 2013 | 2015 | 2016 | 2017 | 2018 | 2019 | 2020 | 2021 | 2022 |